# Andrena bucephala
Andrena bucephala là một loài Hymenoptera trong họ Andrenidae. Loài này được Stephens mô tả khoa học năm 1846.